# Jagdfliegerführer 4
Jagdfliegerführer 4 war ab dem 1. April 1943 die Bezeichnung einer Dienststellung bzw. einer Kommandobehörde auf Brigadeebene der deutschen Luftwaffe im Zweiten Weltkrieg. Ihre Hauptaufgabe war die Luftkriegsführung und die Luftraumverteidigung gegen die Westalliierten.

## Geschichte
Die Kommandobehörde des Jagdfliegerführers 4 wurde am 1. April 1943 im französischen Rennes aufgestellt. In dieser Zeit war Frankreich, seit dem Ende des Westfeldzugs 1940, vom Deutschen Reich besetzt. Am 6. September wurde die Kommandobehörde in Jagdfliegerführer Bretagne umbenannt und am gleichen Tag der Jagdfliegerführer 2 in Jagdfliegerführer 4 umfirmiert.
Die Kommandobehörde war anfangs dem Höheren Jagdfliegerführer West und ab dem 6. September 1943 der 4. Jagd-Division des II. Jagdkorps der Luftflotte 3 unterstellt. Am 31. August 1944, infolge des deutschen Rückzugs aus Frankreich nach der erfolgreichen alliierten Landung in der Normandie, wurde die Kommandobehörde aufgelöst.

## Jagdfliegerführer
| Dienstgrad     | Name                     | Datum                                   |
| -------------- | ------------------------ | --------------------------------------- |
| Generalmajor   | Joachim-Friedrich Huth   | 1. April 1943 bis 14. Juni 1943         |
| Oberst         | Karl Vieck               | 15. Juni 1943 bis 19. Juni 1943         |
| Oberstleutnant | Walter Oesau             | 22. Juni 1943 bis 1. September 1943     |
| Oberstleutnant | Erich Mix                | 2. September 1943 bis 6. September 1943 |
| Oberst         | Josef Priller            | 31. Dezember 1943 bis 1. April 1944     |
| Oberst         | Harry von Bülow-Bothkamp | 1. April 1944 bis 31. August 1944       |

## Unterstellung
| Unterstellung                  | von               | bis               |
| ------------------------------ | ----------------- | ----------------- |
| Höherer Jagdfliegerführer West | 1. April 1943     | 6. September 1943 |
| 4. Jagd-Division               | 6. September 1943 | 31. August 1944   |

## Unterstellte Verbände
| Verbände am 6. Juni 1944   | Flugzeuge | Flugzeuge | Flugzeugtypen                                                  | Liegeplatz       | Lage                 |
| Verbände am 6. Juni 1944   | Soll      | Ist       | Flugzeugtypen                                                  | Liegeplatz       | Lage                 |
| Stab/Jagdgeschwader 26     | 4         | 2         | Focke-Wulf Fw 190A-7 Focke-Wulf Fw 190A-8                      | Lille-Nord       | 50.69166 3.075       |
| I./Jagdgeschwader 26       | 40        | 1 7 25    | Focke-Wulf Fw 190A-6 Focke-Wulf Fw 190A-7 Focke-Wulf Fw 190A-8 | Lille-Vendeville | 50.5708333 3.1013888 |
| III./Jagdgeschwader 26     | 40        | 37        | Messerschmitt Bf 109G-6                                        | Nancy-Essey      | 48.6930556 6.225     |
| Stab/Nachtjagdgeschwader 4 | 4         | 1         | Junkers Ju 88G-1 Junkers Ju 88R-2                              | Chenay           |                      |
| I./Nachtjagdgeschwader 4   | 36        | 1 6 10    | Messerschmitt Bf 110G-4 Junkers Ju 88R-2 Junkers Ju 88G-1      | Florennes        | 50.2402778 4.65      |
| III./Nachtjagdgeschwader 4 | 36        | 18 1      | Messerschmitt Bf 110G-4 Dornier Do 217N                        | Juvincourt       | 49.4263889 3.88194   |
| Stab/Nachtjagdgeschwader 5 | 4         | 3         | Messerschmitt Bf 110G-4                                        | Athies-sous-Laon | 49.60277 3.71111     |
| I./Nachtjagdgeschwader 5   | 36        | 18        | Messerschmitt Bf 110G-4                                        | Saint-Dizier     | 48.6375 4.90833      |
| III./Nachtjagdgeschwader 5 | 36        | 16        | Messerschmitt Bf 110G-4                                        | Athies-sous-Laon | 49.60278 3.71111     |
| Insgesamt                  | 200       | 147       |                                                                |                  |                      |

Anmerkungen
1. ↑  Sollstärke nach Kriegsausrüstungsnachweis
2. ↑  Iststärke (die tatsächlich in der Einheit vorhandenen Flugzeuge)